# Пилипенко, Ольга Васильевна
О́льга Васи́льевна Пилипе́нко (род. 4 января 1966, Орёл, СССР) — российский инженер, общественный и политический деятель. Доктор технических наук, профессор. Депутат Государственной Думы седьмого созыва (с 8 сентября 2019 года), член фракции «Единая Россия».
13 сентября 2015 года по 8 сентября 2019 года — депутат Орловского городского Совета народных депутатов V созыва, член фракции «Единая Россия». Член Президиума Регионального политического совета политической партии «Единая Россия».
В 2013—2015 годах — ректор Государственного университета — учебного научно-производственного комплекса. С 6 ноября 2015 года по 21 июня 2017 года была и. о. ректора, 22 июня 2017 года по 7 сентября 2019 года — ректор Орловского государственного университета имени И. С. Тургенева.  Почётный работник высшего профессионального образования Российской Федерации. Почётный работник науки и техники Российской Федерации. Аккредитованный эксперт Федеральной службы по надзору в сфере образования и науки.
Из-за вторжения России на Украину, находится под международными санкциями Евросоюза, США, Великобритании и ряда других стран

## Биография
Родилась 4 января 1966 года в Орле.
В 1983 году с отличием окончила среднюю школу № 13.
В 1988 году с отличием окончила Орловский филиал Всесоюзного заочного машиностроительного института по специальности «Машины и технология обработки металлов давлением». Там же стала заниматься преподавательской деятельностью. Была инженером информационно-вычислительного центра, продолжительное время была заведующей кафедрой «Автоматизированные процессы и машины пластической обработки материалов», деканом факультета новых технологий и автоматизации производства, а также проректором по экономике и финансам. Имеет стаж педагогической работы 22 года и общий стаж 28 лет.
С 1993 по 1995 годы училась в аспирантуре Орловского государственного педагогического института по специальности «Процессы и машины обработки давление».
В 1998 году в Орловском государственном техническом университете под научным руководством кандидата технических наук, доцент Н. В. Петрова защитила диссертацию на соискание учёной степени кандидата технических наук по теме «Динамика и совершенствование рабочего процесса гидравлического вырубного пресса с рычажным механизмом синхронизации» (по специальности 01.02.06 «Динамика, прочность машин, приборов и аппаратуры (технические науки)»). Официальные оппоненты — доктор технических наук, доцент А. М. Долотов, кандидат физико-математических наук, доцент В. И. Желтков. Ведущее предприятие — АО Машиностроительный завод имени Медведева.
В 2003 году присвоено учёное звание доцента по кафедре «Прикладная математика и информатика».
В 2008 году в Орловском государственном техническом университете защитила диссертацию на соискание учёной степени доктора технических наук по теме «Научное обоснование режимов технологий формоизменения анизотропных листовых и трубных заготовок при различных температурно-скоростных режимах» (специальность 05.03.05 «Технологии и машины обработки давлением»). Научный консультант — С. С. Яковлев. Официальные оппоненты — Заслуженный деятель науки и техники РСФСР, доктор технических наук, профессор А. Г. Овчинников, доктор технических наук, профессор Е. Н. Сосенушкин, доктор физико-математических наук, профессор А. А. Маркин. Ведущая организация — ФГУП «Государственное научно-производственное предприятие „Сплав“». По данным вольного сетевого сообщества «Диссернет» в диссертации содержатся некорректные заимствования.
В 2009 году присвоено учёное звание профессора.
С 2013 года по 5 ноября 2015 года — ректор Государственного университета — учебно-научно-производственного комплекса.
В 2015 году выступила инициатором создания опорного университета в Орле путём слияния Орловского государственного университета имени И. С. Тургенева и ГУ-УНПК Приокского университета.
С 22 июня 2017 по 7 сентября 2019 года — ректор Орловского государственного университета имени И. С. Тургенева.

## Научная деятельность
Профессиональная деятельность связана с научными исследованиями в области обработки металлов давлением, автоматизации технологических процессов и производств, методическим и организационным сопровождением образовательной деятельности, управлением образовательными организациями, профессиональной ориентацией выпускников школ, обучением и воспитанием молодёжи совместно с преподавателями и студентами университета.
За время своей работы в университете подготовила несколько кандидатов наук (Марина Анатольевна Музалевская, Елена Григорьевна Дёмина, Юлия Александровна Дёмина, Виктория Юрьевна Преснецова, Алексей Иванович Поляков и др.). В настоящее время работает с аспирантами, докторантами и соискателями учёных степеней.
По данным "Карты Российской науки" Министерства образования РФ имеет множество научных и учебно-методических публикаций.

## Общественно-политическая деятельность
Была членом Общественного совета при УМВД России по Орловской области Участвует в общественных мероприятиях по борьбе с наркоманией, беспризорностью.
13 сентября 2015 года избрана по партийному списку политической партии «Единая Россия» депутатом Орловского городского Совета народных депутатов.
В Единый День голосования, 8 сентября 2019 года, с результатом 53,62% она одержала победу на дополнительных выборах депутатов Государственной Думы по № 145 "Орловскому" округу.

## Санкции
23 февраля 2022 года внесена в санкционные списки стран Евросоюза за действия и политику, которые подрывают территориальную целостность, суверенитет и независимость Украины и ещё больше дестабилизируют Украину.
24 февраля 2022 года включена в санкционный список Канады «близких соратников режима» за голосование о признании независимости «так называемых республик в Донецке и Луганске».
24 марта 2022 года, на фоне вторжения России на Украину, попала в санкционный список США за «соучастие в войне Путина» и «поддержку усилий Кремля по вторжению в Украину», Госдеп США заявил что депутаты Госдумы используют свои полномочия для преследования инакомыслящих и политических оппонентов, нарушают свободу информации, ограничивают права человека и основные свободы граждан России.
Позднее, по аналогичным основаниям, включена в санкционные списки Великобритании, Швейцарии, Австралии, Японии, Украины и Новой Зеландии.

###### Уголовное преследование
22 марта 2023 года украинский суд заочно приговорил Пилипенко к 15 годам лишения свободы с конфискацией имущества по статье о посягательстве на территориальную целостность и неприкосновенность Украины.

## Личная жизнь
В 2017 году собственный общий декларированный доход составил 2 млн 786 тыс. рублей, супруга — 604 тыс. рублей.
Замужем, есть взрослый сын (род. 1988).

## Награды
- В 2015 году заняла 30-е место среди «100 самых влиятельных людей в Орловской области» — специального проекта ИА «Орловские новости»[8].
- Почётный работник высшего профессионального образования Российской Федерации;[5]
- Почётный работник науки и техники Российской Федерации;
- Почётное звание «Лицо города-2016»  в номинации «Призвание»[32].
- Грамоты губернатора Орловской области за развитие науки и техники;[33]
- грамоты Орловского областного Совета народных депутатов;
- благодарности Министерства образования и науки РФ.

## Научные труды

### Диссертации
- Пилипенко О. В. Динамика и совершенствование рабочего процесса гидравлического вырубного пресса с рычажным механизмом синхронизации : автореферат дис. ... кандидата технических наук : 01.02.06 / Орловский техн. университет. — Орёл, 1998. — 17 с.
- Пилипенко О. В. Научное обоснование режимов технологий формоизменения анизотропных листовых и трубных заготовок при различных температурно-скоростных режимах : автореферат дис. ... доктора технических наук : 05.03.05 / Пилипенко Ольга Васильевна; [Место защиты: Орлов. гос. техн. университет]. — Орёл, 2008. — 39 с.

### Монографии
- Яковлев С. С., Пилипенко О. В. Изотермическая вытяжка анизотропных материалов. — Тула: Машиностроение, ТулГУ, 2007. — 212 с.
- Пилипенко О. В. Обжим и раздача трубных заготовок из анизотропных материалов. — Тула: ТулГУ, 2007. — 150 с.

### Статьи
- Математическая модель кинематики рычажных механизмов синхронизации траверсных прессов, Науч. труды ОФ, МИЛ. Т. 1. Орёл: ОФМИП, 1992.
- Математическая модель кинематики одного из рычажных механизмов синхронизации, Науч. Труды ОФ, МИЛ. Т. 2. Орёл: ОФМИП, 1993.
- Проверка на точность рычажного механизма синхронизации пресса ПТО-63, Кожевенно-обувная промышленность. № 3-4, 1995.
- Проверка на точность рычажного механизма синхронизации пресса ПТО-40, Сб. науч.трудов ОрёлГТУ. Т. 5. Орёл: ОрёлГТУ, 1995.
- Математическая модель гидравлического вырубного пресса с рычажным механизмом синхронизации,Кузнечно-штамповочное производство. № 1. 1996.
- Динамика гидравлического вырубного пресса с рычажным механизмом синхронизации, Сб. науч. трудов. Тула: ТГУ, 1998.
- Оптимизация параметров гидравлического вырубного пресса с рычажным механизмом синхронизации, Кузнечно-штамповочное производство. № 3. 1999
- Показатели качества информационных ресурсов промышленных предприятий, Тезисы докладов всероссийской науч.-тех. конференции. 4.1. Нижний Новгород, 2000.
- Некоторые виды информационной технологии на предприятии,Современные технологии документооборота в бизнесе, производстве и управлении: Сборник материалов Международной научно-практической конференции. 15-16 мая, 2001 г. Пенза,2001.
- Основные проблемы автоматизации обработки экологической информации, Информационные технологии и модели в решении современных проблем экологии: Материалы Всероссийской науч.тех. конференции. Тула: Гриф и К., 2002.
- К вопросу анализа современных методов расчёта экономической эффективности внедрения новых информационных технологий обработки экологической информации, Управление инновационно-инвестиционными процессами на основе вовлечения в хозяйственный оборот интеллектуальной собственности и качеством подготовки специалистов в регионах России. Материалы науч.-практ. конфер. 4.11.24-26 апреля. 2002. Орёл, ОрёлГТУ, 2002.